# Нагорная (приток Быстрой)
Нагорная — река в России, протекает в Ростовской области; правый приток Быстрой в 185 км от её устья. Длина реки — 21 км, площадь водосборного бассейна — 180 км², на картах обозначена как пересыхающая.

## Описание
Берёт начало у хутора Грузинов Морозовского района. По имени реки и одноимённой балки названы курганные группы возле хуторов Грузинов («Нагорный I») и Козинка («Нагорный II»), находящихся под охраной государства.

## Данные водного реестра
По данным государственного водного реестра России относится к Донскому бассейновому округу, водохозяйственный участок реки — Северский Донец. Речной бассейн реки — Дон (российская часть бассейна).